# R.E.M. (sastav)
R.E.M. (Rapid Eye Movement) je bio američki indie rock glazbeni sastav, koji je djelovao od 1980. godine i jedan je od najuspješnijih bendova u povijesti glazbe. Grupa je izdala 14 studijskih albuma (od čega je 7 albuma bilo na broju jedan ljestvice albuma u Velikoj Britaniji), 60 singlova i ima preko 80 milijuna prodanih albuma širom svijeta.
R.E.M. je svojim zvukom utjecao na mnoge suvremene glazbenike, kao što su Coldplay, The Bambi Molesters i drugi.
R.E.M. su 1980. osnovali gitarist Peter Buck, bas gitarist Mike Mills, pjevač Michael Stipe i bubnjar Bill Berry. Nakon što je Berry preživio moždani udar na koncertu 1995. godine, odlučio je napustiti grupu 1997., nakon čega Stipe, Buck i Mills odlučuju nastaviti svirati kao trio.
Posljednji album, Accelerate, izašao je 31. ožujka 2008. godine.
Godine 2011., na svojim stranicama najavili raspad svog sastava.

## Diskografija
- Chronic Town (1982.) - EP
- Murmur (1983.)
- Reckoning (1984.)
- Fables Of The Reconstruction (1985.)
- Life's Rich Pageant (1986.)
- Document (1987.)
- Green (1988.)
- Out Of Time (1991.)
- Automatic For The People (1992.)
- Monster (1995.)
- New Adventures In Hi-Fi (1996.)
- Up (1998.)
- Reveal (2001.)
- Around The Sun (2004.)
- Accelerate (2008.)
- Collapse Into Now (2011.)

## Vanjske poveznice
- Službena stranica R.E.M.-a
- murmurs.com - najveći R.E.M. fan forum  Arhivirana inačica izvorne stranice od 27. siječnja 2005. (Wayback Machine)
- myrem.com - drugi po veličini R.E.M. fan forum  Arhivirana inačica izvorne stranice od 6. srpnja 2019. (Wayback Machine)